# Richard G. Shoup

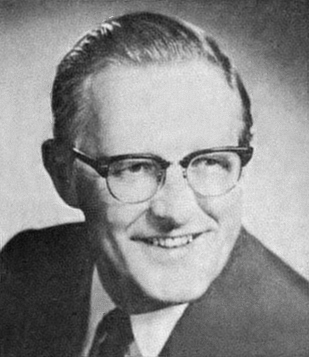
Richard G. Shoup (1973)

Richard Gardner Shoup (* 29. November 1923 in Salmon, Lemhi County, Idaho; † 25. November 1995) war ein US-amerikanischer Politiker.

## Leben
Richard Shoup war der Urenkel von George Laird Shoup, einem US-Senator aus Idaho. Er studierte an der University of Montana in Missoula und erhielt dort 1950 seinen Bachelor of Science. Im Zuge des Zweiten Weltkrieges diente er von 1943 bis 1946 in der US Army. Während des Koreakrieges war er wiederum von 1951 bis 1952 Soldat. 
Shoups politische Karriere begann mit seiner Wahl in den Stadtrat von Missoula (Missoula City Council). Er gehörte ihm von 1963 bis 1967 an und war in dieser Zeit von 1965 bis 1967 dessen Präsident. Von 1967 bis 1970 bekleidete Shoup das Amt des Bürgermeisters der Stadt. Während seiner Zeit als Bürgermeister vertrat er die Stadt auch in der Montana League of Cities and Towns. Shoup wurde 1970 als Republikaner in den Kongress gewählt und vertrat dort vom 3. Januar 1971 bis zum 3. Januar 1975 den Bundesstaat Montana im US-Repräsentantenhaus. Nach seinem Ausscheiden aus der Politik wurde von 1975 bis 1984 Direktor der Union Pacific Railroad in Washington, D.C.